# Svetlobni steber
Svetlobni steber je optični pojav, ki nastane zaradi odboja svetlobe od kristalov ledu. Svetloba lahko prihaja od Sonca, ko je nizko na obzorju, lahko pa tudi od Lune in umetnih virov, kot so cestne svetilke. V primeru Sonca kot izvora svetlobe imenujemo svetlobni steber tudi sončni steber.
Svetlobni stebri imajo obliko relativno širokega pasu svetlobe, ki se razteza na in/ali pod izvorom svetlobe. Sončni stebri so navadno vidni, ko je Sonce malo nad obzorjem (približno 6°) ali tik pod njim, in se raztezajo samo od 5°-10° od Sonca, redko do 20°. Lunini stebri nastanejo na enak način. Stebri, ki nastanejo zaradi umetnih virov svetlobe, nastanejo na podoben način, vendar bližina vira do opazovalca omogoča nastanek veliko večjih svetlobnih stebrov.
Dolžina, oblika in lega stebrov je odvisna od oblike in usmerjenosti kristalov ledu. Za odboj svetlobe so idealni predvsem ploščati kristali šestkotne (heksagonalne) oblike, ki so postavljeni vodoravno glede na opazovalca oz. so vzporedni s tlemi. Za nastanek tovrstnih kristalov je potreben mrzli zrak, tj. od 0-4 °C in od -10 do -20 °C. Za pravilno usmerjenost morajo biti kristali večji od 15-20 μm: tako se pri padanju proti tlem usmerijo vodoravno oz. kot bi se spuščali »leteči krožniki«. Zaradi tega, ker gre v osnovi za odboj svetobe, je barva stebrov praktično enaka izvoru svetlobe; če je torej Sonce rdeče barve, bo imel svetlobni steber prav tako rdečkasti odtenek.
Svetlobni stebri niso omejeni samo na mrzla obdobja, saj tu visoko ležeči oblaki vsebujejo kristale ledu. Tako se lahko stebri pojavijo z drugimi optičnimi pojavi, kot so halo in parhelij.

## Galerija
- Severna Karolina
- Tucson, Arizona
- Severna Karolina
- Svetlobna stebra kot posledica umetnih virov svetlobe